# Rubén Rodríguez (basket-ball)
Pour les articles homonymes, voir Rubén Rodríguez et Rodríguez.
Rubén Rodríguez, né le 5 août 1953, à New York, aux États-Unis, est un ancien joueur portoricain de basket-ball. Il évolue durant sa carrière au poste d'ailier fort.

## Palmarès
- Vainqueur du championnat des Amériques 1980
- Finaliste des Jeux panaméricains 1971, 1975, 1979